# Karl Rath (Geologe)

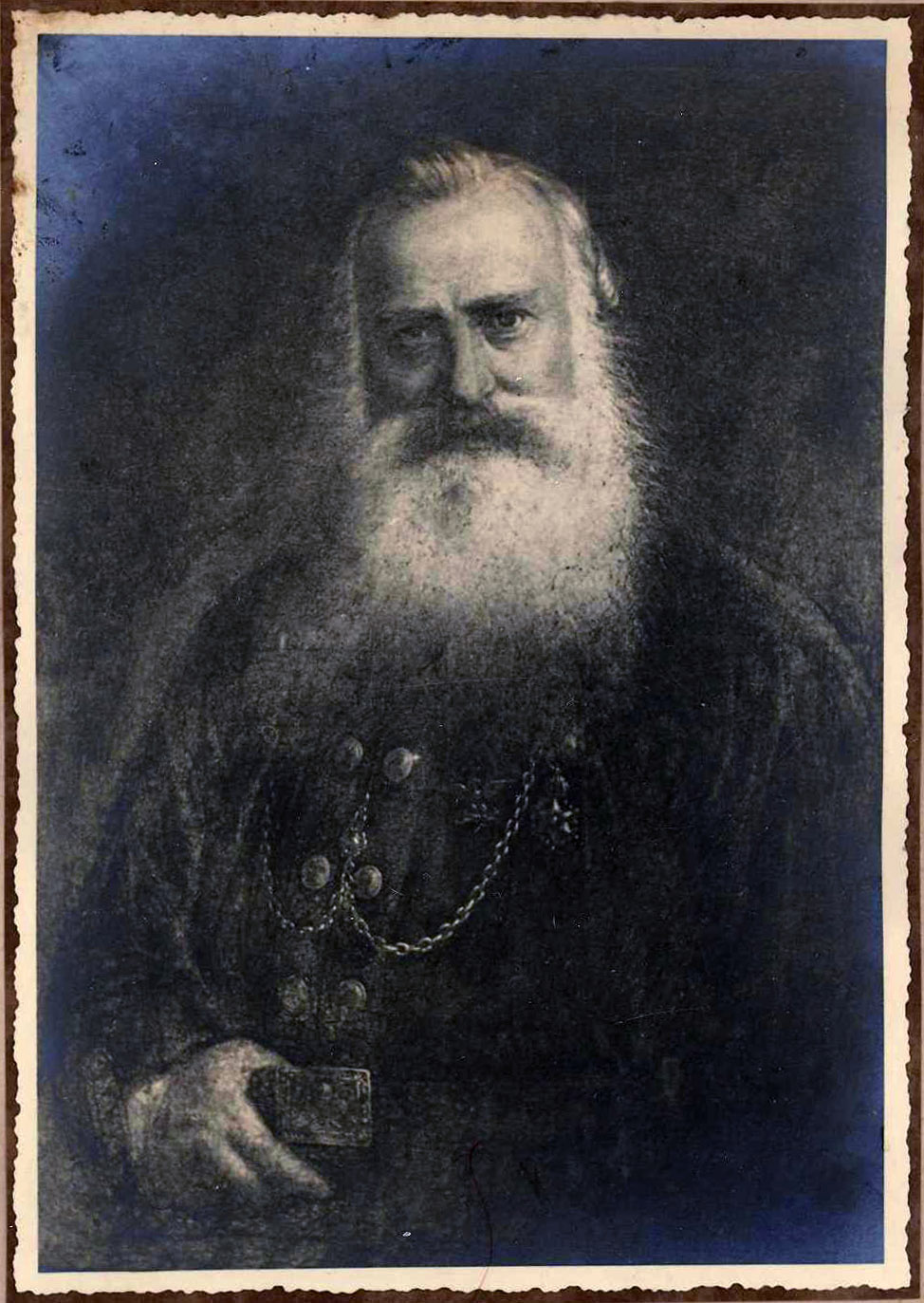
Carlos Frederico José Rath

Karl Friedrich Joseph Rath oder später Carlos Frederico José Rath (* 31. März 1802 in Stuttgart; † 12. Juli 1876 in São Paulo) war ein deutscher Geologe, der nach Brasilien ausgewandert ist.

## Leben und Wirken
Karl Rath arbeitete als Konservator am Naturalienkabinett in Tübingen, wo er Reliefkarten zeichnete und Grabhügel erforschte. In Öhringen und Heilbronn führte er geologische Untersuchungen durch und konstruierte eine Seilereimaschine. Er lebte zeitweise auch in Kempten am Rhein bei Bingen.
Er wanderte im August 1845 nach Brasilien aus. Dort nahm er in den folgenden Jahren an mehreren Expeditionen teil, insbesondere in der Provinz São Paulo. Der Schwerpunkt seiner Forschung lag in der Geologie und dabei vor allem der Erforschung von Rohstofflagerstätten sowie der Landvermessung. In seinen Aufzeichnungen und Publikationen berichtete er mehrfach über Höhlen in meist noch wenig erforschten Gebieten. 1850 wurde Rath in der Stadt São Paulo sesshaft, 1854 beantragte er die brasilianische Staatsbürgerschaft, und 1855 folgte ihm sein ältester Sohn Daniel Rath als Auswanderer.
Carlos Rath unterstützte die Einrichtung eines protestantischen Friedhofs, Straßenbauarbeiten, die Wasserversorgung und im Sommer 1848 die Seuchenbekämpfung. Für die deutschen Auswanderer in São Paulo stand „Vater Rath“ lange Jahre der Mittelpunkt ihrer Gemeinschaft. Im Ruhestand untersuchte er zusammen mit Daniel Rath die Sambaquis genannten Muschelhügelgräber aus prähistorischer Zeit. Der Kaiser von Brasilien, Dom Pedro II., interessierte sich für diese Forschungen und ließ sich Rath und seinem Sohn zu den betreffenden Ausgrabungsstellen führen. Von diesen Forschungsarbeiten berichtete Rath 1874 in seiner letzten auf Deutsch veröffentlichten Arbeit im Kapitel „Die brasilianischen Kalkhöhlen und ihr Knocheninhalt“.
Anfang 1876 wurde Karl Rath eine hohe öffentliche Anerkennung zuteil, aber im Mai kam es zu seiner Amtsentlassung. Vermutlich war er einer Behörde wegen seiner zeitlebens direkten Art unbequem geworden. Von diesen Schlag erholte sich Carlos Rath nicht mehr. Er starb am 12. Juli 1876 in São Paulo, wo er auf dem von ihm angelegten Friedhof begraben wurde. In São Paulo erinnert die „Rua Carlos Rath“ an ihn.

## Veröffentlichungen
- Beschreibung der bei Erpfingen (im Königreich Württemberg) neu entdeckten Höhle. Fleischhauer und Spohn, Reutlingen 1834. – 24 S., zahlr. Abb. auf 2 (Falt-)Tafeln, 1 Plan (als Falttafel);  [Identisch erschienen mit der Verlagsangabe „Verlag der lithographischen Anstalt von Joh. Conrad Mäcken, jun.“]; dazu Nachdruck: Abhandlungen zur Karst- und Höhlenkunde, Reihe F („Geschichte der Speläologie, Biographien, Volkskunde“), Band 7, 1978, S. 1–24.
- Fragmentos geologicos e geographicos etc. para a parte physica da estatistica das provincias de S. Paulo e Paraná Exploradas a proprias expensas do autor, começados no anno de 1845. Typographia imparcial, de J.R. de Azevedo Marques, S. Paulo, 1856 (eingeschränkte Vorschau in der Google-Buchsuche).
- Sobre a formatura das grutas calcareas e breves observacoes das de parte do Brasil. Museu Imperial, Arquivo, São Paulo 1871. – 44 handgeschriebene Seiten.
- Die Sambaquis oder Muschelhügelgräber Brasiliens. [Teil „I“ und Teil „II“]. In: Globus, Illustrirte Zeitschrift für Länder- und Völkerkunde, Bd. 26 (13), 1874: 193–198, 2 Abb. und (14): 214-218, 1 Abb.; Braunschweig.

## Nachweise
1. 1 2 3  Thomas Rathgeber: Karl Rath (1802–1876) – Höhlenforscher in der Alten und Neuen Welt (Memento vom 14. Januar 2015 im Internet Archive) Zum 30. Mai 2014.

| Personendaten    | Personendaten                                                                                              |
| ---------------- | --- |
| NAME             | Rath, Karl                                                                                                 |
| ALTERNATIVNAMEN  | Rath, Karl Friedrich Joseph (vollständiger Name); Rath, Carl Friedrich Joseph; Rath, Carlos Frederico José |
| KURZBESCHREIBUNG | deutscher Geologe                                                                                          |
| GEBURTSDATUM     | 31. März 1802                                                                                              |
| GEBURTSORT       | Stuttgart                                                                                                  |
| STERBEDATUM      | 12. Juli 1876                                                                                              |
| STERBEORT        | São Paulo                                                                                                  |